# Ivonne Suárez Pinzón
Ivonne Suárez Pinzón (Suaita, Santander) es historiadora, profesora investigadora de la Universidad Industrial de Santander y directora del Archivo General de la Nación de Colombia. 

## Biografía
Realizó estudios de odontología (1967 - 1970) y de historia (1976 - 1983) en la Universidad de Antioquia y de maestría en Estudios Hispánicos e Hispanoamericanos y de doctorado en Estudios Ibéricos e Iberoamericanos en la Universidad del Franco Condado. Además, ha estudiado especializaciones en archivística en la Dirección General de Bellas Artes de España y en la Dirección de Archivos de Francia. Ha llevado a cabo, igualmente, una estancia posdoctoral en Redes sociales en la Universidad de Toulouse.
Ha sido profesora en varias universidades de Colombia y Francia como la Universidad Autónoma Latinoamericana, la Universidad de Antioquia, la Universidad de Estrasburgo y la Universidad Industrial de Santander, en donde está adscrita como profesora-investigadora titular hasta la fecha.
Por otra parte, dentro de la Universidad Industrial de Santander (UIS), se ha desempeñado como directora de Certificación y Gestión Documental, miembro del comité asesor del Centro de Investigaciones Cultura y Sociedad (CISC), directora del Centro de Documentación Histórica Regional (CDIHR) y directora de la Escuela de Historia. Y en instituciones externas ha sido miembro del Consejo de Docencia e Investigación de la Université de Franche-Comté, del Laboratorio de Literatura e Historia de los Países de Lenguas Europeas del Centro Nacional de Investigaciones Científicas de Francia, del Consejo Departamental de Archivos (Santander), del Comité Asesor en Conflictos Territoriales de la Gobernación de Santander y del Comité de Archivos de Floridablanca, entre otros cargos.
De igual manera, fue directora del Archivo Oral de Memoria de las Víctimas (AMOVI-UIS) y de la revista Cambios y Permanencias, publicación dedicada a la divulgación de conocimiento científico en disciplinas como la historia, la archivística y la memoria.
En octubre de 2022, fue designada como directora general del Archivo General de la Nación (Colombia), mediante el Decreto 2024 de 14 de octubre de 2022, por parte del presidente de la república Gustavo Petro Urrego y de la ministra de cultura Paticia Ariza Flórez. Tomó posesión del cargo realizando un particular juramento «por Dios, por todas las diosas del Olimpo, por la patria y por la matria», que llamó la atención de los medios de comunicación.  El 15 de diciembre de 2023 fue declarada insubsistente, debido a conflictos con los trabajadores del archivo, y con el ministro de Culturas.

## Producción académica (selección)
- Historia y archivística: memorias del poder. Apuntes para debate (Artículo, 2012)
- La construcción histórica y literaria de dos personajes que sólo son uno: el famoso, pero un tanto desconocido Rafael Uribe Uribe, arquetipo del coronel Aureliano Buendía (Artículo, 2014)
- El Archivo Oral de Memoria de las Víctimas AMOVI-UIS: Un Archivo de Derechos Humanos (Artículo, 2014)
- Genocidio político extendido, continuado, sistemático y premeditado. Victimización de la Universidad Industrial de Santander en el marco del Conflicto Armado (Artículo, 2020)
- Oro y sociedad colonial en Antioquia, 1575-1700 (Libro, 1993)
- Reminiscencias mineras del Oriente antioqueño (Libro, 2010)
- Panama et du Darién au XIXe siècle. Dictionnaire illustré de voyageurs, de techniciens et de scientifiques français liés à cette région (Libro, 2010)
- Voces contra el silencio. Memorias contra el olvido (Libro, 2013)

## Distinciones
- Orden Luis Carlos Galán Sarmiento de la Asamblea Departamental de Santander (2021)
- Ganadora de la Beca de gestión de archivos fotográficos Mincultura, Ministerio de Cultura de Colombia (2017 y 2018)
- Premio Nacional de Alta Gerencia (2016)
- Miembro de la Academia de Historia de Antioquia